# /pol/
/pol/ (abréviation de « politically incorrect ») est un forum de discussion politique créé par Christopher Poole en 2011 sur le site 4chan, dont la majorité du contenu promeut une idéologie d'extrême droite.
Conçu initialement comme un « forum de confinement » pour remplacer l'ancien forum /new/ devenu un repaire néonazi, /pol/ est devenu au fil des années un lieu de rassemblement important de l'alt-right et de l'extrême droite internationale en ligne.
Caractérisé par son anonymat, son éphémérité et sa modération souple, le forum est connu pour son rôle dans la diffusion de théories du complot, de mèmes politiques et de contenus haineux.
Ses utilisateurs produisent de nombreux mèmes en soutien à Donald Trump lors de l'élection présidentielle américaine de 2016, allant jusqu'à attirer l'attention de son équipe de campagne. Le forum est également à l'origine de plusieurs théories conspirationnistes comme le Pizzagate et QAnon.

## Histoire

### Création

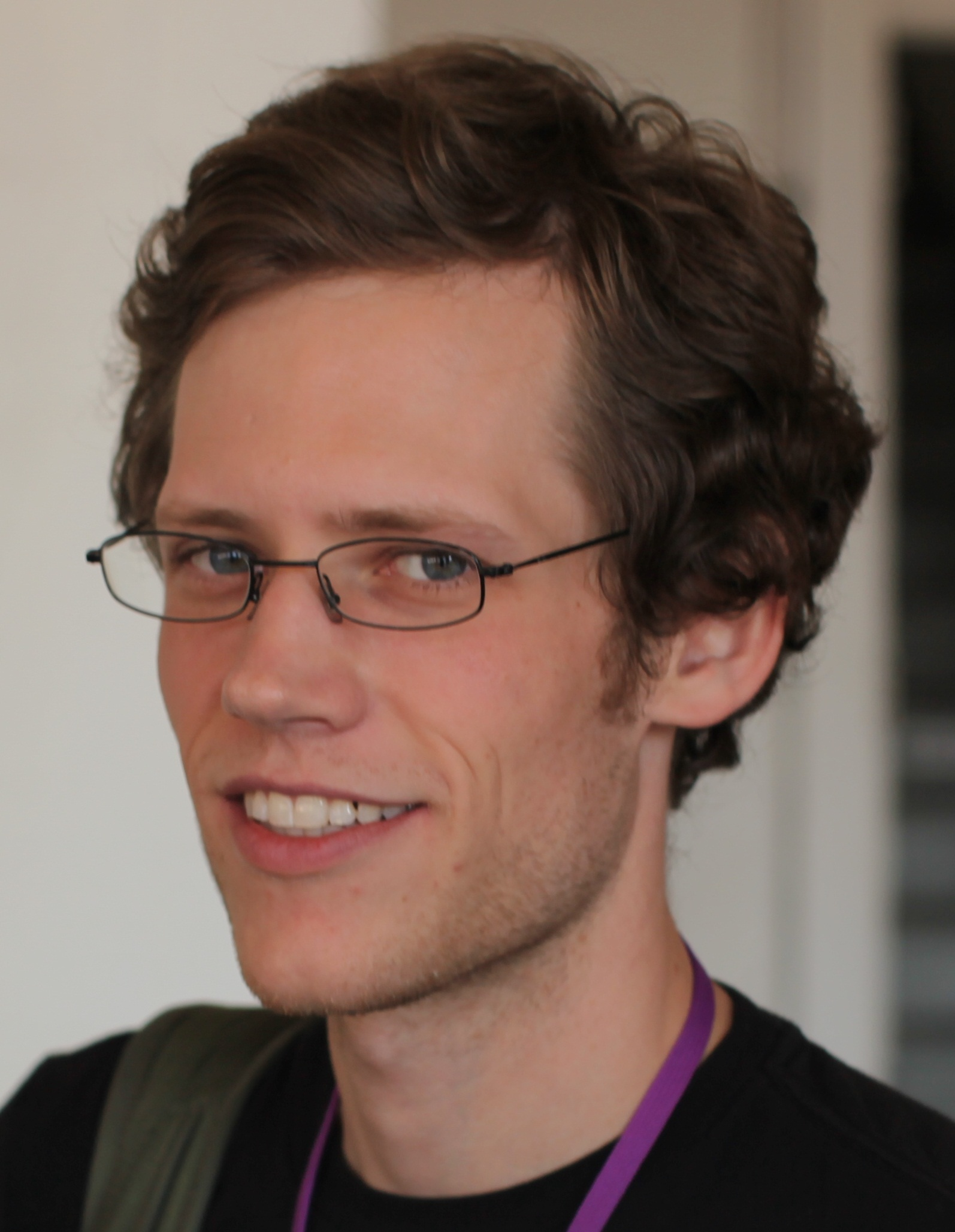
Christopher Poole, le fondateur de /pol/.

/pol/ (abréviation de « politically incorrect ») est créé en 2011 pour remplacer l'ancien forum d'actualités de 4chan, /new/, dont le fondateur du site, Christopher Poole, estime qu'il est devenu un repaire de néonazis comparable à Stormfront. /pol/ est alors conçu par Poole comme un « forum de confinement » des utilisateurs d'extrême droite,,. Cette approche de confinement d'un sujet à un forum est une pratique courante sur 4chan, également utilisée pour d'autres sujets populaires comme My Little Pony : Les amis, c'est magique ou Pokémon,.

### Gamergate
Le forum sert de principale plateforme d'organisation du mouvement Gamergate en 2014, avec les forums /v/ et /r9k/ de 4chan,,. Ce mouvement se fédère autour d'une opposition virulente au féminisme et aux militants progressistes au sein de l'industrie vidéoludique et propage une campagne de harcèlement misogyne visant principalement les femmes de cette industrie. Les discussions sur ce sujet sont rapidement bannies de 4chan et migrent vers d'autres plateformes comme 8chan. Selon la chercheuse Gabriella Coleman, cette période marque un tournant avec l'arrivée massive de militants d'extrême droite sur le forum.

### Changement de modération
Après le rachat de 4chan par l'homme d'affaires japonais Hiroyuki Nishimura en 2015, RapeApe, le responsable de la modération, obtient une autonomie quasi-totale dans la gestion du site, Nishimura restant en retrait. Cette période coïncide avec une augmentation de 40% du volume de contenus racistes et violents sur /pol/. Selon un modérateur interrogé par Motherboard, RapeApe aurait mené une politique délibérée de modération permissive dans la volonté d'étendre l'influence politique de /pol/ sur le reste du site. Il aurait fait appliquer une réinterprétation de la règle globale n°3 de 4chan interdisant le contenu raciste en indiquant que seule « l'intention » et non le contenu des messages doit être prise en compte dans la modération. D'après certains modérateurs de 4chan, plusieurs modérateurs auraient été révoqués de leurs fonctions en raison de leur opposition à cette politique.
En décembre 2016, à la suite de l'incendie de l'entrepôt Ghost Ship à Oakland (en) qui fait trente-six victimes, des utilisateurs de /pol/ organisent une campagne visant à faire fermer des espaces do it yourself aux États-Unis, en signalant leurs potentielles infractions aux normes de sécurité anti-incendie aux autorités locales. Un modérateur de 4chan est écarté de l'équipe de modération pour avoir explicitement dénoncé cette campagne comme une attaque néonazie contre des communautés marginalisées.

### Élection présidentielle américaine de 2016
Durant la campagne présidentielle américaine de 2016, les utilisateurs de /pol/ s'identifient particulièrement à la rhétorique de Donald Trump. La création massive de mèmes pro-Trump sur /pol/ attire l'attention de l'équipe de campagne de Trump qui, sous la direction de Steve Bannon, met en place une équipe pour suivre les activités du forum, afin d'en relayer certains contenus qui y sont créés.

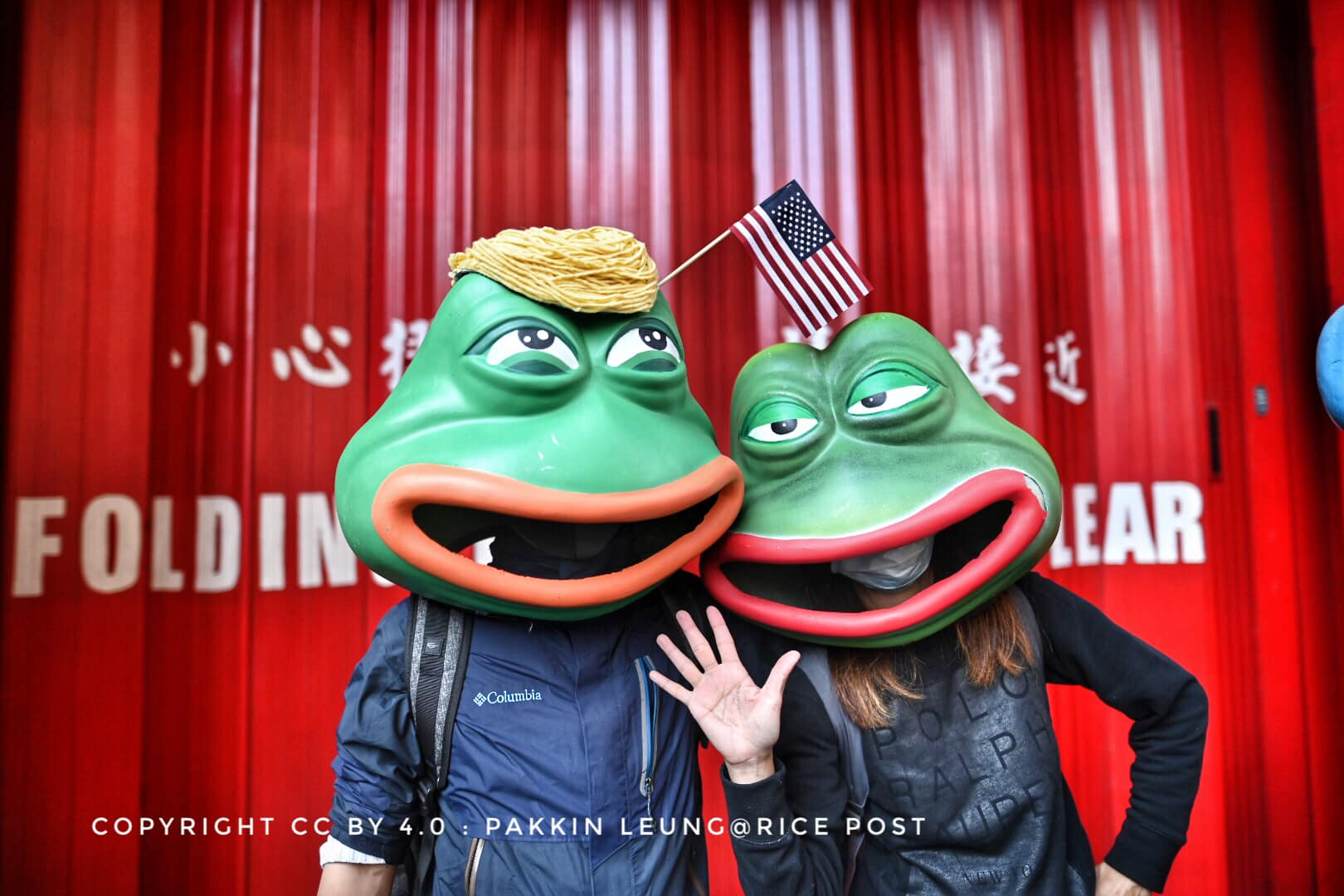
À gauche, une personne portant un masque représentant Donald Trump en Pepe the Frog.

Le forum contribue à la transformation du mème Pepe the Frog en symbole politique en créant et diffusant massivement des versions du mème associées à Donald Trump et à des messages d'extrême droite. En octobre 2015, Trump repartage sur son compte Twitter une image le représentant en Pepe the Frog, créée par des utilisateurs de /pol/,.
Le forum orchestre ensuite une campagne coordonnée en janvier 2016 pour associer délibérément le mème à l'alt-right et au suprémacisme blanc, en réaction à un message d'une commentatrice politique never trumper (en) qualifiant Pepe de symbole suprémaciste. Cette transformation conduit l'Anti-Defamation League à classifier certaines variantes de Pepe comme symboles haineux en septembre 2016.

### Autres événements notables

#### Guerre civile syrienne
En avril 2016, des membres du groupe de discussion consacré à la guerre civile syrienne Syria General (/sg/), majoritairement pro-Bachar el-Assad et pro-russe selon leurs déclarations, participent à une action coordonnée visant à localiser une position de rebelles syriens près d'Alep, à partir d'images de propagande diffusées par ces derniers. Après avoir identifié l'emplacement grâce à des éléments architecturaux distinctifs comme deux minarets, les coordonnées sont transmises au Ministère de la défense russe via Twitter, par l'intermédiaire du correspondant de guerre Ivan Sidorenko.
Les participants à /sg/ s'engagent ensuite également dans l'identification de sites liés à l'État islamique. Le groupe affirme avoir localisé plusieurs cibles, notamment un camp d'entraînement près de Mossoul et des installations dans la région d'Alep. L'utilisation effective de ces renseignements par les forces russes n'est pas confirmée.

#### Operation Google
En septembre 2016, un groupe d'utilisateurs de /pol/ coordonne une campagne informelle baptisée Operation Google, en réaction au développement de l'intelligence artificielle (IA) Conversation AI de Google, conçue pour détecter les propos offensants en ligne. Cette opération consiste à remplacer systématiquement certains termes discriminatoires par des noms de produits et services Google, dans le but de perturber le fonctionnement de l'IA et de nuire à l'image de marque de l'entreprise,. L'opération suscite des débats au sein même de la communauté quant à son efficacité et sa pertinence, et son impact est finalement limité en dehors de 4chan.

#### Théories du complot

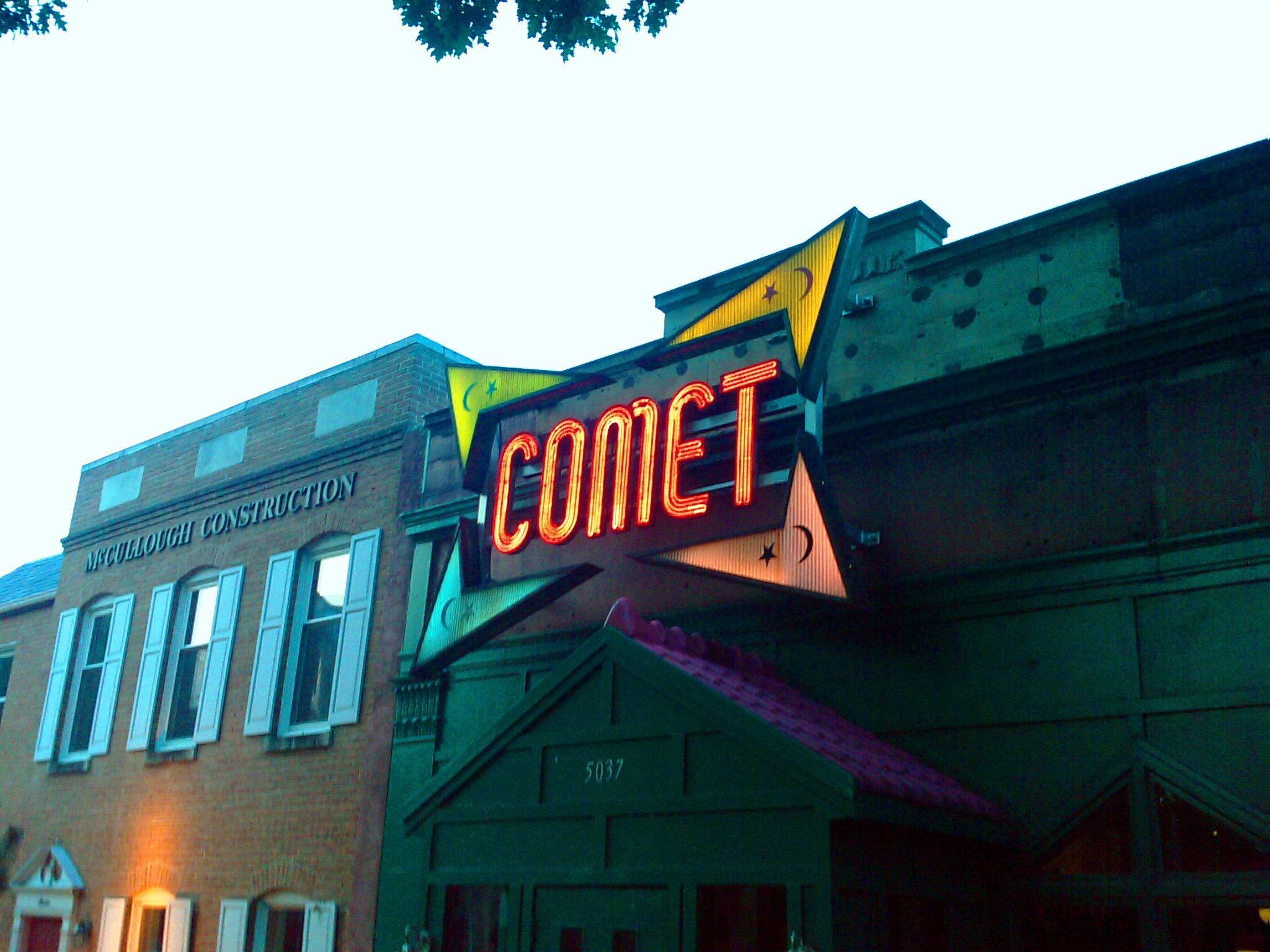
La pizzeria Comet Ping Pong.

En novembre 2016, /pol/ est à l'origine de la théorie conspirationniste du Pizzagate. Celle-ci débute lorsqu'un utilisateur anonyme interprète une correspondance par e-mails entre John Podesta et le propriétaire de la pizzeria Comet Ping Pong (en), publiés par WikiLeaks, comme contenant des messages codés liés à un prétendu réseau pédocriminel, où des termes alimentaires comme « pizza » ou « fromage » désigneraient des activités pédocriminelles. Le restaurant est ainsi accusé sans preuve de trafic d'enfants. La théorie se propage sur les réseaux sociaux, notamment via le complotiste Mike Cernovich (en), et gagne en popularité particulièrement après l'abandon par Donald Trump de sa promesse de poursuivre Hillary Clinton en justice,.
En octobre 2017, /pol/ est à l'origine de la théorie conspirationniste QAnon, initiée par un utilisateur anonyme prétendant être un agent gouvernemental et affirmant que l'enquête Mueller visait en réalité Hillary Clinton.

#### Actions dans l'espace public
Entre janvier et février 2017, /pol/ orchestre une campagne de harcèlement contre l'installation artistique He Will Not Divide Us de Shia LaBeouf, Nastja Säde Rönkkö et Luke Turner, présentée au Museum of the Moving Image à New York. Lancée le 20 janvier lors de l'inauguration du président Trump, l'exposition fait l'objet d'actions de perturbation coordonnées par les utilisateurs du forum, qui se rendent sur place pour exhiber des symboles néonazis et provoquer des confrontations avec LaBeouf. Face aux risques pour la sécurité publique et la nécessité d'une présence policière permanente, le musée doit fermer l'installation le 10 février 2017, soit moins d'un mois après son inauguration, bien qu'elle ait été initialement prévue pour une durée de quatre ans.

Le drapeau du Kekistan, utilisé lors de la manifestation.

En août 2017, lors de la manifestation « Unite the Right » à Charlottesville, une partie des manifestants sont des utilisateurs de /pol/, arborant des drapeaux dépeignant le symbole à quatre feuilles de 4chan et des références à Kek, une divinité égyptienne ancienne réinterprétée sous forme de mème. Sur /pol/, les réactions sont mitigées. Tandis que certains utilisateurs célèbrent l'événement, d'autres critiquent les manifestants, les qualifiant de « LARPers ».

#### MacronLeaks
En mai 2017, quelques jours avant le second tour de l'élection présidentielle française, des documents piratés concernant Emmanuel Macron sont publiés sur le forum, avant d'être rapidement relayés sur Twitter par le militant d'extrême droite Jack Posobiec, puis amplifiés par WikiLeaks.

#### Attentats de Christchurch
Après les attentats de Christchurch, de nombreux utilisateurs produisent et diffusent du contenu transformant la tuerie en spectacle ludique, en utilisant les codes visuels propres à la culture du forum (Pepe the Frog, Wojak) mêlés à des symboles néonazis. Cette ludification de la violence s'accompagne d'appels explicites à commettre d'autres attentats, les terroristes comme Brenton Tarrant étant célébrés comme des « héros » ou des « saints » par la communauté.

#### Pandémie de Covid-19
Après le début de la pandémie de Covid-19, /pol/ connaît une augmentation significative de contenus sinophobes et véhicule de la désinformation sur la pandémie.

## Fonctionnement
Comme les autres forums de 4chan, /pol/ se caractérise par son anonymat par défaut, bien que les utilisateurs puissent opter pour un pseudonyme ou un tripcode (identifiant crypté),. Selon Papasavva et coll. (2020), les tripcodes sont utilisés dans moins d'1 % des messages, leur usage diminuant progressivement entre 2016 et 2019.

Le drapeau du Parti national fasciste fait partie des drapeaux que les utilisateurs de /pol/ peuvent choisir.

/pol/ a la particularité d'être le seul forum à attribuer des identifiants uniques aux utilisateurs au sein d'un même fil de discussion, une mesure visant à limiter le risque de faux-nez. Le forum affiche également le drapeau du pays d'origine de chaque message, déterminé par géolocalisation IP,, ou un « drapeau troll » choisi par l'auteur d'un message parmi une liste d'options (anarchiste, communiste, fasciste, nazi, etc.).
Comme tous les forums de 4chan, /pol/ est caractérisé par l'éphémérité de son contenu : les fils de discussion sont automatiquement supprimés après une période d'inactivité ou lorsqu'ils atteignent une limite de réponses, bien qu'ils soient désormais archivés pendant sept jours. La modération y est particulièrement souple comparée aux autres sections du site, assurée par des bénévoles appelés péjorativement « janitors » (« concierges ») par les utilisateurs,,.

## Culture interne au forum

### Raids coordonnés
/pol/ est connu pour organiser des « raids » coordonnés sur d'autres plateformes, notamment YouTube. Hine et coll. (2017) montre une synchronisation temporelle entre l'apparition d'un lien vers une vidéo sur /pol/ et une augmentation significative de commentaires haineux sur la vidéo ciblée.

### Dynamiques de communication
D'après une étude de Ludemann (2018), /pol/ se caractérise par une ambiguïté stratégique dans ses discussions, où coexistent humour et sérieux. Cette dynamique, qualifiée de « Trollgeist » (en référence au concept hégélien de Volksgeist), implique que les utilisateurs doivent constamment évaluer la validité et l'intention des messages. L'anonymat et l'architecture du forum permettent aux participants de dépasser les normes traditionnelles du discours, tout en réinventant les hiérarchies sociales à travers des échanges qui oscillent entre provocation et débat politique authentique.
Contrairement au caractère initialement chaotique et ironique du forum /b/ (en) de 4chan, /pol/ développe une approche plus sérieuse où l'humour et les mèmes sont délibérément utilisés comme outils de guerre mémétique (en).
Les utilisateurs de /pol/ emploient fréquemment des stratégies de trolling élaborées pour manipuler les médias traditionnels et étendre leur influence, à travers des déclarations volontairement sensationnalistes qui sont ensuite relayées par la presse.
Selon Tuters et Hagen (2021), les mèmes, qui peuvent y être abstraits et cryptiques, servent également à établir des distinctions entre initiés et non-initiés. Ils constituent des formes de contestation qui dépassent les clivages politiques traditionnels, où une identité collective se construit autour de l'identification d'un ennemi commun. En analysant notamment le mème des triples parenthèses, un marqueur antisémite créé en 2015 consistant à encadrer des noms juifs ou supposés juifs de trois parenthèses, ces chercheurs observent qu'il s'est développé sur ce forum en une technique d'altérisation vague, résonnant avec la rhétorique populiste nationaliste.

### Mèmes

#### /ourguy/
Au sein de /pol/, le mème « /ourguy/ » (littéralement « notre gars ») est utilisé pour désigner des personnalités publiques considérées comme alignées avec les valeurs supposées du forum. Cette expression peut être employée de manière affirmative (« X est /ourguy/ ») ou interrogative (« X est-il /ourguy/ ? »), ce qui suscite alors des débats sur l'identité collective du groupe. Ce mème tend à présenter le groupe comme unifié autour d'une même idéologie, bien que les discussions qu'il génère révèlent souvent des désaccords sur les valeurs partagées. Les figures ainsi désignées sont généralement choisies pour leurs positions d'extrême droite, antisémites, racistes ou xénophobes. Le mème est apparu sur /pol/ mi-2015 et est devenu un élément récurrent de son lexique à partir de septembre 2016.
Donald Trump est la figure la plus fréquemment associée à ce terme, bien que son statut soit régulièrement débattu. D'autres personnalités ont été temporairement qualifiées d'/ourguy/, notamment Robert Mueller dans le contexte des théories du complot de la mouvance QAnon — où il était présenté non pas comme enquêtant sur Trump mais comme ciblant secrètement les élites démocrates et les agents de l'« État profond » accusés d'activités pédocriminelles et sataniques. Emmanuel Macron a été associé à ce terme après une déclaration controversée sur l'Afrique, tout comme Kanye West à la suite de son soutien déclaré à Trump et des commentaires de sa part minimisant le racisme aux États-Unis. L'utilisation de ce mème reflète généralement une vision politique binaire et est parfois employée dans des campagnes de mobilisation coordonnées, comme lors de la candidature du néonazi Patrick Little au Sénat californien en 2018.

#### Self-Improvement Generals
Parmi les fils de discussion récurrents de /pol/ se trouvent les fils « Self-Improvement General », au sein desquels les utilisateurs partagent des conseils d'amélioration personnelle. Ces discussions mêlent conseils pratiques (exercice physique, alimentation saine, développement personnel) et idéologie d'extrême droite, s'inscrivant dans un concept que la communauté appelle la « pilule de fer » (« iron pill »), une variation du concept de « pilule rouge » (« red pill »).
D'apparence conventionnelle, ces conseils sont entremêlés d'éléments conspirationnistes et d'idéologie traditionaliste, promouvant un mode de vie rural, le rejet de la société urbaine moderne et des valeurs conservatrices. Cette approche de l'amélioration personnelle comme outil politique s'inscrit dans une tradition observée également chez des groupes d'extrême droite hors ligne comme les Proud Boys aux États-Unis ou Action Zealandia en Nouvelle-Zélande, qui intègrent l'entraînement physique et le développement personnel à leurs activités militantes.

#### Mèmes antisémites

Le symbole des triples parenthèses.

L'utilisation des triples parenthèses se répand rapidement sur /pol/ à partir de juin 2016, apparaissant dans près d'1% des messages. selon l'analyse de Tuters et Hagen menée entre 2016 et 2019 via 4plebs. Ce mème consiste à encadrer des noms juifs ou supposés juifs de trois parenthèses,.
Un autre mème antisémite populaire sur /pol/ est le Happy Merchant, une caricature représentant un homme juif avec une barbe noire, un nez crochu, un dos voûté et des dents tordues, se frottant les mains avec avidité.

### Glorification du terrorisme
/pol/ voit régulièrement circuler des contenus faisant l'apologie d'actes terroristes, notamment ceux d'Anders Behring Breivik et Brenton Tarrant. De nombreux utilisateurs discutent des méthodologies employées et encouragent le passage à l'acte violent, tout en comparant l'efficacité des différentes attaques. Cette glorification inspire plusieurs attentats terroristes en 2019, notamment aux États-Unis, en Allemagne et en Norvège. Les auteurs de ces attaques, qui ont préalablement annoncé leurs actes sur des imageboards, citent explicitement Tarrant comme source d'inspiration et sont célébrés à leur tour par la communauté du forum. Le forum maintient une pression sociale pour conformer ses membres à cette culture de glorification du terrorisme, tout en rejetant les critiques sous couvert de satire.
Selon une étude de Zelenkauskaite et coll. (2020), /pol/ connaît des pics d'activité lors d'événements fortement médiatisés, particulièrement lors d'attentats. Leur analyse de deux journées lors desquelles sont survenues des attaques terroristes — la fusillade dans une synagogue de Pittsburgh et celle des mosquées de Christchurch — montre une intensification de la circulation de contenus haineux dans leur sillage. Ces contenus se manifestent notamment par la duplication et la recirculation de messages, servant à la mobilisation des utilisateurs et contribuant à l'amplification de ces événements médiatiques.

## Activité

### Volume d'activité
Selon une étude quantitative publiée dans les Proceedings of the International AAAI Conference on Web and Social Media (Hine et coll., 2017) se basant sur des données récoltées entre juin et septembre 2016, /pol/ se distingue par un volume d'activité significativement plus élevé que d'autres sections de 4chan, générant environ dix fois plus de fils de discussion par heure qu'/int/, le forum de discussions internationales, ou /sp/, le forum de discussions sportives. /pol/ a également une activité conversationnelle plus intense que les autres sections de 4chan, avec une moyenne de 0,83 réponse par message contre 0,64 pour /sp/.
D'après l'étude, les fils de discussion sur /pol/, soumis à une limite automatique de 300 messages pour maintenir le renouvellement des contenus, ont une moyenne de 38,4 messages, avec une médiane de 7 messages. Les chercheurs observent que les fils de discussion les plus populaires comptent en moyenne 139,6 participants uniques, tandis que les fils ordinaires n'en comptent que 14,76.
Selon autre étude publiée dans les Proceedings of the International AAAI Conference on Web and Social Media (Papasavva et coll., 2020), /pol/ compte en moyenne 2 800 fils de discussion et 112 300 messages par jour entre 2016 et 2019. L'analyse de ces données révèle des pics d'activité lors d'événements politiques majeurs, notamment l'élection présidentielle américaine de 2016 (390 000 messages le jour du scrutin) et l'investiture de Donald Trump.
Une étude publiée dans First Monday en 2020 analyse les liens entre le volume de messages sur /pol/ et les actes terroristes d'extrême droite. L'analyse de 169 attaques recensées dans la Base de données mondiale sur le terrorisme en 2018 révèle une corrélation positive et statistiquement significative entre ces événements et l'activité sur /pol/, bien que celle-ci soit modeste, les attaques n'expliquant que 6,8% des variations du volume de messages sur le forum. Cette corrélation n'a pas été observée sur d'autres forums de 4chan comme /a/. L'étude suggère que les actes de violence d'extrême droite entraînent une augmentation du trafic sur /pol/ indépendamment du type d'attaque ou de son auteur, et que ce phénomène contribue ensuite à la diffusion de contenus extrémistes vers d'autres plateformes comme Reddit et Twitter.

### Répartition géographique
Bien que les États-Unis dominent en nombre absolu de publications, Hine et coll. (2017) révèle une participation internationale notable, avec la Nouvelle-Zélande, le Canada, l'Irlande, la Finlande et l'Australie en tête en termes de publications par utilisateur d'Internet. Malgré l'utilisation quasi-exclusive de l'anglais, le forum attire une participation significative de pays non-anglophones, notamment européens. Selon Papasavva et coll. (2020), les États-Unis dominent l'activité du forum avec 1,6 million de fils de discussion et 68 millions de messages, suivis du Royaume-Uni et du Canada. Le forum connaît une activité plus intense pendant les heures de la journée dans les pays occidentaux.

### Contenu visuel
Selon Hinne et coll. (2017), le forum génère également une quantité importante de contenu visuel original : entre juin et septembre 2016, plus d'un million d'images uniques ont été partagées, dont 70% n'ont été postées qu'une seule fois. Bien que certaines images deviennent des mèmes viraux, notamment les variations du personnage de Pepe the Frog, la majorité du contenu reste éphémère. D'après Papasavva et coll. (2020), environ 27 % des messages entre 2016 et 2019 contiennent une image.

## Sensibilité idéologique

### Positionnement idéologique général
Le forum se caractérise par son rejet assumé des normes du « politiquement correct », des idéologies libérales et de la démocratie. Il est associé à l'alt-right et lors de l'élection présidentielle américaine de 2016, une grande partie de ses utilisateurs apportent leur soutien à Donald Trump. Les utilisateurs y diffusent des discours anti-immigration et nationalistes blancs, des théories du complot, ainsi que du contenu antisémite,, raciste,,, suprémaciste blanc, misogyne et islamophobe. La théorie conspirationniste du génocide blanc y est dominante,, tout comme celle du grand remplacement. 
Selon les universitaires Thomas Colley et Martin Moore, si l'association de 4chan avec l'alt-right est attestée depuis 2014 avec une augmentation notable des discours haineux depuis 2015, elle ne reflète pas la complexité des échanges sur ce forum. Les chercheurs soulignent la difficulté à distinguer les utilisateurs sincèrement racistes des « fauteurs de troubles nihilistes », du fait de l'usage répandu de l'ironie et de l'anonymat. Cependant, d'après eux, indépendamment des intentions individuelles, /pol/ fonctionne comme un espace de normalisation des discours racistes, même si ceux-ci coexistent avec d'autres types de contenus variés. De plus, ils identifient quatre traits idéologiques dominants : un attachement à une liberté d'expression absolue, la conviction d'une compréhension supérieure du monde, une critique du libéralisme sociétal et une volonté de faire accéder les visiteurs à la « redpill ». 

### Red pill
/pol/ est connu pour son utilisation du concept de « red pill » (pilule rouge), une métaphore tirée du film Matrix. Cette expression, devenue si courante que le forum a dû en réglementer l'usage, symbolise l'accès à une prétendue vérité cachée, par opposition à la « blue pill » (pilule bleue) représentant l'ignorance du plus grand nombre. Ce concept binaire est devenu l'un des fondements de la pensée alt-right développée sur ce forum. 

### Cyberfascisme
Pour l'anthropologue Cathrine Thorleifsson, /pol/ est un espace de production du cyberfascisme transnational. Contrairement au fascisme classique organisé en parti de masse avec une hiérarchie claire, le cyberfascisme sur /pol/ se développe au sein d'un réseau décentralisé et fluide. D'après elle, le discours des utilisateurs, plutôt que de se concentrer sur la préservation d'identités nationales spécifiques, promeut une vision plus large de suprématie masculine blanche occidentale, ce qu'elle explique par le fait que /pol/ rassemble une communauté transnationale, incluant des participants d'Europe, d'Océanie et d'Amérique du Nord. 

### Accélérationnisme
Rejetant les voies démocratiques, une partie des utilisateurs préconise l'accélération d'un effondrement sociétal afin de mener à une guerre raciale. Cette rhétorique influence notamment le terroriste Brenton Tarrant qui, avant de perpétrer les attentats de Christchurch en 2019, publie sur 8chan un manifeste justifiant son acte comme une défense contre une prétendue « invasion musulmane ». 

### Changement climatique
Entre 2015 et 2019, les discussions sur le changement climatique sur /pol/ s'articulent autour de trois thématiques principales : les débats sur les données climatiques et le consensus scientifique (41 % des messages), les discussions sur les élections américaines et les sources d'énergie (19 %), et les théories du complot et discours haineux (31,8 %). Si les remises en cause des études climatiques dominent initialement, leur proportion diminue de 19 % sur la période au profit des contenus nationalistes et conspirationnistes, avec notamment une augmentation de 50 % des messages attribuant la responsabilité du changement climatique aux pays en développement et à leur démographie.

## Sociologie des utilisateurs
/pol/ attire des utilisateurs jeunes et masculins, issus d'une génération familière avec les réseaux sociaux. C'est un point de convergence pour les individus socialement isolés et économiquement marginalisés, particulièrement les NEET (personnes sans emploi, éducation ou formation).

## Déclinaisons
Originellement un forum de 4chan, /pol/ connaît des déclinaisons sur d'autres sites, dont 8kun (anciennement 8chan), 16chan, InfinityChan / 9chan, Endchan et Neinchan.
Une étude publiée dans la revue Perspectives on Terrorism menée entre avril et juin 2020 sur six forums /pol/ montre que le forum /pol/ de 4chan est le plus actif d'entre eux, avec environ 92 nouveaux fils de discussion par jour, soit près de huit fois plus que celui d'8kun, qui est le deuxième forum /pol/ le plus actif. La longueur moyenne des messages varie considérablement selon les plateformes, allant de 45 mots sur 4chan à 286 mots sur Endchan.
L'analyse lexicométrique de l'étude révèle qu'en comparaison au forum /pol/ de 4chan, les forums /pol/ de sites plus marginaux comme 8kun et Neinchan contiennent des propos plus extrêmes et une plus forte orientation vers les thématiques raciales et conspirationnistes. Néanmoins, l'étude conclut que les forums /pol/ des différentes plateformes de type imageboard participent d'une même sous-culture d'extrême droite en ligne.
Une étude comparative publiée dans Social Media + Society en 2021 sur les contenus haineux de trois communautés d'extrême droite — le subreddit r/The_Donald (en) (forum de partisans de Donald Trump sur Reddit, banni en 2020), le forum /pol/ de 4chan et le forum /pol/ d'8chan — conclut également à une progression de la présence de discours haineux selon le degré de marginalité des plateformes. Alors qu'r/The_Donald comporte 13,8 % de messages haineux, ce taux s'élève à 24 % sur le forum /pol/ de 4chan et atteint 34,4 % sur le forum /pol/ d'8chan. Cette dernière plateforme présente une plus forte proportion de discours haineux implicites, à travers la diffusion de théories conspirationnistes et d'idéologies déshumanisantes. Les principales cibles de ces attaques sont les personnes juives, suivies des personnes noires, des opposants à l'alt-right, des musulmans et de la communauté LGBTQ.

## Influence
Les tactiques rhétoriques et symboles développés sur /pol/ ont été réappropriés dans le débat politique traditionnel, comme l'illustre l'utilisation du « shitposting » lors des élections britanniques et australiennes de 2019 ou l'émergence de la théorie conspirationniste QAnon dans la politique américaine.